# Bogalusa
Bogalusa – miasto (city) w parafii Washington, w południowo-wschodniej części stanu Luizjana, w Stanach Zjednoczonych, położone na zachodnim brzegu rzeki Pearl, nad ujściem do niej strumienia Bogue Lusa, blisko granicy stanu Missisipi. W 2018 roku miasto liczyło 11 738 mieszkańców.
Bogalusa zbudowana została jako miasto fabryczne przez przedsiębiorstwo drzewne Great Southern Lumber Company w 1906 roku. W 1914 roku uzyskało status city. Nazwa miasta pochodzi od strumienia Bogue Lusa, który z kolei wziął swoją nazwę z języka czoktaw, oznaczając „ciemne wody” lub „dymiące wody”.
Przemysł drzewny pozostaje ważną gałęzią lokalnej gospodarki (produkcja drewna sosnowego, papieru, oleju tungowego).